# 패시브 태양열 건물 설계

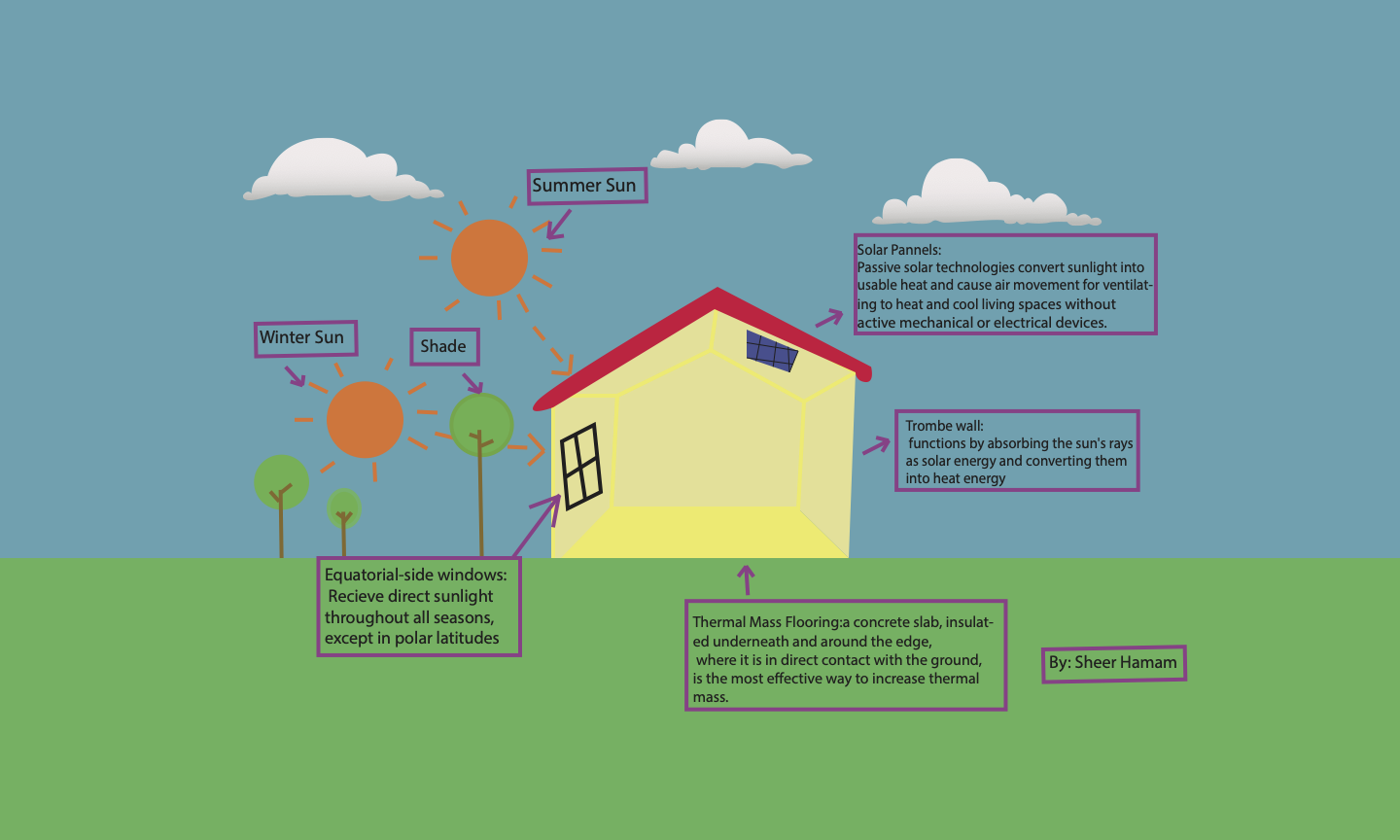
이 이미지는 패시브 솔라 주택의 특징과 장점을 보여준다.

패시브 태양열 건물 설계(passive solar building design)에서는 창문, 벽, 바닥이 겨울에는 열의 형태로 태양 에너지를 수집, 저장, 반사 및 분배하고 여름에는 태양열을 거부하도록 만들어진다. 능동형 태양열 난방 시스템과 달리 기계 및 전기 장치를 사용하지 않기 때문에 이를 패시브 태양열 설계라고 한다.
패시브 태양열 건물 설계의 핵심은 정확한 현장 분석을 수행하여 지역 기후를 최대한 활용하는 것이다. 고려해야 할 요소에는 창 배치 및 크기, 유리 유형, 단열재, 축열량 및 차광이 포함된다. 패시브 태양열 설계 기술은 새 건물에 가장 쉽게 적용될 수 있지만 기존 건물을 개조할 수 있다.